# Парламентские выборы в Великобритании (1923)
Парламентские выборы в Великобритании 1923 года прошли в четверг 6 декабря и стали тридцать вторыми парламентскими выборами в истории Великобритании и третьими после Четвёртой парламентской реформы 1918 года. Победителем стала правящая Консервативная партия во главе с действующим премьер-министром Стэнли Болдуином, которая получила большинство мест, но лишь относительное, что позволило лейбористам во главе с Рамси Макдональдом и воссоединённой Либеральной партии Г. Г. Асквита получить достаточно мест, чтобы сформировать подвешенный парламент.
В результате, Макдональд сформировал первое лейбористское правительство при молчаливой поддержке либералов. Вместо того чтобы пытаться вернуть либералов в правительство, Асквит мотивировал разрешение лейбористам войти во власть тем, что он надеялся, что они окажутся некомпетентными и быстро потеряют поддержку. Правительство Макдональда, составлявшее меньшинство, просуществовало всего десять месяцев, и в октябре 1924 года состоялись ещё одни выборы.
Выборы 1923 года стали последними в истории Великобритании парламентскими выборами, на которых третья партия получила более 100 мест (158 у либералов). Также, на этих выборах был зафикисрован самый маленький разрыв (100 мест) между первой и третьей партиями, а процент голосов за либералов, 29,7 %, отставал от лейбористов всего на один процентный пункт и с тех пор не был превышен третьей партией ни на каких всеобщих выборах.

## Политическая ситуация
В мае 1923 года премьер-министр Бонар Лоу из-за неизлечимой болезни ушёл в отставку, пробыв в должности всего 209 дней. Новым главой правительства и лидером Консервативной партии стал канцлер казначейства Стэнли Болдуин. Лейбористская партия, несмотря на успех на выборах 1922 года также сменила лидера всего через месяц после выборов, после того как Дж. Р. Клайнс потерпел поражение от бывшего лидера Рамси Макдональда.
Выиграв выборы всего за год до этого, Консервативная партия Болдуина имела комфортное большинство в Палате общин и могла бы подождать ещё четыре года, но правительство было обеспокоено политической ситуацией в стране, а консерваторы были разделены. Болдуин чувствовал необходимость получить мандат от народа, который, в случае успеха, укрепил бы его влияние на руководство Консервативной партии и позволил бы ему провести протекционистскую тарифную реформу и ввести имперские преференции вопреки возражениям сторонников свободной торговли в его партии.
Оксфордский историк и консервативный депутат Джон Марриотт так описывал мрачные настроения тех лет:

Времена всё ещё были не в порядке. Г-ну Болдуину действительно удалось договориться (январь 1923) об урегулировании британского долга перед Соединёнными Штатами, но на условиях, которые включали ежегодную выплату 34 млн фунтов стерлингов по существующему обменному курсу. Французы оставались в Руре. Мир с Турцией ещё не был заключен; безработица была постоянной угрозой национальному восстановлению; продолжались беспорядки среди наёмных работников и значительная забастовка среди сельскохозяйственных рабочих в Норфолке.
Столкнувшись с этими трудностями, убеждённый, что экономические условия в Англии требуют радикального изменения фискальной политики, и подстрекаемый к этому Имперской конференцией 1923 года, г-н Болдуин решил просить страну о предоставлении мандата на преференции и протекционизм.
Оригинальный текст (англ.)The times were still out of joint. Mr. Baldwin had indeed succeeded in negotiating (January 1923) a settlement of the British debt to the United States, but on terms which involved an annual payment of £34 million, at the existing rate of exchange. The French remained in the Ruhr. Peace had not yet been made with Turkey; unemployment was a standing menace to national recovery; there was continued unrest among the wage-earners, and a significant strike among farm labourers in Norfolk.

Confronted by these difficulties, convinced that economic conditions in England called for a drastic change in fiscal policy, and urged thereto by the Imperial Conference of 1923, Mr. Baldwin decided to ask the country for a mandate for Preference and Protection.
— Джон Марриотт
Парламент был распущен 16 ноября и 6 декабря состоялись новые выборы.

## Результаты
|        |                                   |                                   |                                   |            |        |         |       |       |
| Партия | Партия                            | Лидер                             | Кандидаты                         | Голоса     | Голоса | Голоса  | Места | Места |
| Партия | Партия                            | Лидер                             | Кандидаты                         | Голоса     | %      | ± п. п. | Места | ±     |
|        | Консерваторы                      | Стэнли Болдуин                    | 536                               | 5 286 159  | 38,01  | ▼ 0,50  | 258   | ▼ 86  |
|        | Лейбористы                        | Рамси Макдональд                  | 427                               | 4 267 831  | 30,68  | ▲ 1,03  | 191   | ▲ 49  |
|        | Либералы                          | Г. Г. Асквит                      | 457                               | 4 129 922  | 29,69  | ▲ 0,91  | 158   | ▲ 43  |
|        | Североирландские националисты     | Джозеф Девлин                     | 2                                 | 43 835     | 0,32   | ▼ 0,01  | 2     | ▬     |
|        | Независимые либералы              |                                   | 4                                 | 16 184     | 0,12   | ▲ 0,02  | 1     | ▬     |
|        | Шотландские прогибиционисты       | Эдвин Скримджер                   | 1                                 | 12 877     | 0,09   | ▼ 0,03  | 1     | ▬     |
|        | Ирландские националисты           | Т. П. О’Коннор                    | 2                                 | 10 322     | 0,07   | ▼ 0,02  | 1     | ▬     |
|        | Христианские пацифисты            | Дж. М. Ллойд Дэвис                | 1                                 | 570        | < 0,01 | новая   | 1     | ▲ 1   |
|        | Коммунисты                        | Альберт Инкпин                    | 4                                 | 34 258     | 0,25   | ▲ 0,03  | 0     | ▼ 1   |
|        | Белфастские лейбористы            | Дэвид Робб Кэмпбелл               | 1                                 | 22 255     | 0,16   | новая   | 0     | ▬     |
|        | Независимые лейбористы            |                                   | 4                                 | 17 331     | 0,13   | ▬       | 0     | ▼ 1   |
|        | Конституционалисты                | Джордж Джарретт                   | 1                                 | 15 500     | 0,11   | ▼ 0,01  | 0     | ▼ 1   |
|        | Независимые консерваторы          |                                   | 1                                 | 15 171     | 0,11   | ▼ 0,74  | 0     | ▼ 3   |
|        | Независимые                       |                                   | 6                                 | 36 802     | 0,27   | ▼ 0,56  | 2     | ▼ 1   |
|        | Всего                             | Всего                             | 1446                              | 13 909 017 | 100    | ▬       | 615   | ▬     |
|        | Избирателей зарегистрировано/Явка | Избирателей зарегистрировано/Явка | Избирателей зарегистрировано/Явка | 21 283 061 | 70,89  | ▼ 1,75  |       |       |

Голоса (%)
| Голоса избирателей | Голоса избирателей | Голоса избирателей | Голоса избирателей | Голоса избирателей |
| ------------------ | ------------------ | ------------------ | ------------------ | ------------------ |
| Консерваторы       |                    |                    | 38.01 %            |                    |
| Лейбористы         |                    |                    | 30.68 %            |                    |
| Либералы           |                    |                    | 29.69 %            |                    |
| Другие             |                    |                    | 1.62 %             |                    |

Места
| Места в парламенте (%) | Места в парламенте (%) | Места в парламенте (%) | Места в парламенте (%) | Места в парламенте (%) |
| ---------------------- | ---------------------- | ---------------------- | ---------------------- | ---------------------- |
| Консерваторы           |                        |                        | 41.95 %                |                        |
| Лейбористы             |                        |                        | 31.06 %                |                        |
| Либералы               |                        |                        | 25.69 %                |                        |
| Другие                 |                        |                        | 1.30 %                 |                        |

### Результаты выборов в Шотландии

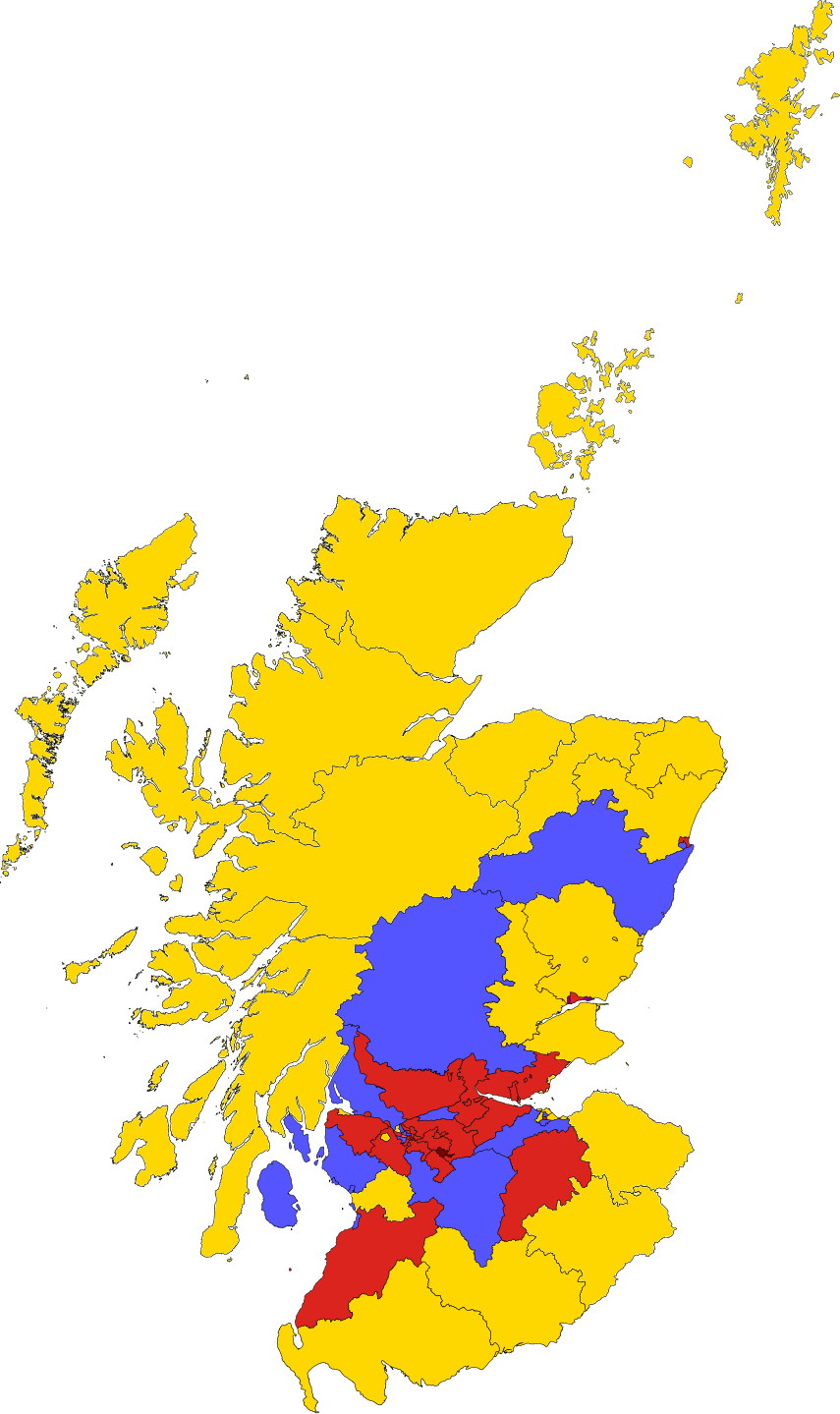
Результат выборов 1923 года в Шотландии
Лейбористы
Либералы
Юнионистская партия (Шотландия)

В Палате общин Великобритании Шотландию представляли в общей сложности 74 депутата. Из них 71 избирался в территориальных округах, включавших 32 избирательных округа бургов и 38 избирательных округов графств. В территориальных округах использовалась система относительного большинства с одним победителем. Также был многомандатный университетский избирательный округ Объединённые шотландские университеты, в котором избирали 3 членов парламента с использованием системы единого передаваемого голоса. Поскольку избиратели в университетском округе голосовали по другой системе, и в дополнение к их территориальному голосованию, результаты составляются отдельно.
Лейбористская партия усилила свои позиции после успеха на предыдущих выборах в 1922 году, получив на 5 мест больше. Либералы, которые воссоединились после раскола, вновь заняли второе место, потеряв при этом пять мест по сравнению с предыдущим совокупным результатом своих обеих бывших фракций. Юнионисты получили дополнительное место, оказавшись третьими с 16 депутатами. В объединённом университетском округе безальтернативно были избраны два юниониста и либерал. Изалых партий на выборах в Палату общин от Шотландии преуспела Шотландская партия сухого закона, сохранившая своё место в Данди, в то время как Коммунистическая партия потеряла место, завоёванное год назад в Мотеруэлле.
| Партия | Партия                                 | Лидер            | Голоса    | Голоса | Голоса  | Места | Места |
| Партия | Партия                                 | Лидер            | Голоса    | %      | +/-     | Места | +/-   |
| ------ | -------------------------------------- | ---------------- | --------- | ------ | ------- | ----- | ----- |
|        | Лейбористская партия                   | Рамси Макдональд | 532 450   | 35,47  | ▲ 3,53  | 34    | ▲ 5   |
|        | Либеральная партия                     | Г. Г. Асквит     | 422 995   | 28,18  | ▼ 11,15 | 22    | ▼ 5   |
|        | Юнионистская партия                    | Стэнли Болдуин   | 468 526   | 31,21  | ▲ 7,03  | 16    | ▲ 1   |
|        | Шотландская прогибиционистская партия  | Эдвин Скримджер  | 12 877    | 0,86   | ▼ 0,18  | 1     | ▲ 1   |
|        | Коммунистическая партия Великобритании | Альберт Инкпин   | 39 448    | 2,63   | ▲ 1,10  | 0     | ▼ 1   |
|        | Другие                                 |                  | 25 031    | 1,67   | ▼ 0,32  | 0     | ▬     |
| Всего  | Всего                                  | Всего            | 1 501 327 | 100    |         | 71    | ▬     |

| Народное голосование (%) | Народное голосование (%) | Народное голосование (%) | Народное голосование (%) | Народное голосование (%) |
| ------------------------ | ------------------------ | ------------------------ | ------------------------ | ------------------------ |
| Лейбористы               |                          |                          | 35.47 %                  |                          |
| Юнионисты                |                          |                          | 31.21 %                  |                          |
| Либералы                 |                          |                          | 28.18 %                  |                          |
| Другие                   |                          |                          | 5.16 %                   |                          |

| Места в Палате общин от Шотландии (%) | Места в Палате общин от Шотландии (%) | Места в Палате общин от Шотландии (%) | Места в Палате общин от Шотландии (%) | Места в Палате общин от Шотландии (%) |
| ------------------------------------- | ------------------------------------- | ------------------------------------- | ------------------------------------- | ------------------------------------- |
| Лейбористы                            |                                       |                                       | 45.95 %                               |                                       |
| Либералы                              |                                       |                                       | 31.08 %                               |                                       |
| Юнионисты                             |                                       |                                       | 21.62 %                               |                                       |
| Шотландская прогибиционистская партия |                                       |                                       | 1.35 %                                |                                       |

### Результаты выборов в Северной Ирландии
Выборы в британскую Палату общин 1923 года в Северной Ирландии прошли в десяти избирательных округах, семи одномандатных с избранием по системе системе относительного большинства с одним победителем и трёх двухмандатных по системе множественного блочного голосования. Голосование проводилось только в четырёх округах, 9 депутатов из 13, все от ольстерских юнионистов, были избраны безальтернативно.
| Партия | Партия                  | Лидер         | Кандидаты | Голоса  | Голоса | Голоса | Места | Места |
| Партия | Партия                  | Лидер         | Кандидаты | Голоса  | %      | +/-    | Места | +/-   |
| ------ | ----------------------- | ------------- | --------- | ------- | ------ | ------ | ----- | ----- |
|        | Ольстерские юнионисты   | Джеймс Крейг  | 13        | 79 453  | 49,45  | ▼ 7,75 | 11    | ▬     |
|        | Ирландские националисты | Джозеф Девлин | 2         | 43 835  | 27,28  | ▼ 7,38 | 2     | ▬     |
|        | Независимые лейбористы  |               | 1         | 22 225  | 13,83  | новая  | 0     | ▬     |
|        | Независимые юнионисты   |               | 1         | 15 171  | 9,44   | новая  | 0     | ▬     |
| Всего  | Всего                   | Всего         | 17        | 160 684 | 100    |        | 13    | ▬     |

| Народное голосование (%) | Народное голосование (%) | Народное голосование (%) | Народное голосование (%) | Народное голосование (%) |
| ------------------------ | ------------------------ | ------------------------ | ------------------------ | ------------------------ |
| Ольстерские юнионисты    |                          |                          | 49.45 %                  |                          |
| Ирландские националисты  |                          |                          | 27.28 %                  |                          |
| Независимые лейбористы   |                          |                          | 13.83 %                  |                          |
| Независимые юнионисты    |                          |                          | 9.44 %                   |                          |

| Места в Палате общин от Северной Ирландии (%) | Места в Палате общин от Северной Ирландии (%) | Места в Палате общин от Северной Ирландии (%) | Места в Палате общин от Северной Ирландии (%) | Места в Палате общин от Северной Ирландии (%) |
| --------------------------------------------- | --------------------------------------------- | --------------------------------------------- | --------------------------------------------- | --------------------------------------------- |
| Ольстерские юнионисты                         |                                               |                                               | 84.62 %                                       |                                               |
| Ирландские националисты                       |                                               |                                               | 15.38 %                                       |                                               |

## После выборов
Результаты выборов оказались не в пользу Болдуина. Вместо народного мандата его партия потеряла множество мест в пользу лейбористов и либералов, получив в итоге подвешенный парламент. Делу могло помочь восстановление консервативно-либеральной коалиции, правившей страной с 1918 по 1922 год, но Болдуин оттолкнул от себя двух самых видных либералов — Асквита и Ллойд Джорджа, что и привело консерваторов к потере власти.
Столкнувшись с выбором, поддерживать ли правительство меньшинства консерваторов или лейбористов, Асквит в конечном итоге решил поддержать Макдональда. На это решение повлияла фракция Ллойд Джорджа, которая была категорически против сотрудничества с Болдуином, и убеждение среди либералов в целом, что успех лейбористов на выборах во многом был обусловлен предыдущим расколом внутри Либеральной партии. Асквит ожидал, что правительство лейбористов покажет непрактичность лейбористской политики, тем самым вернув популярность либералам. В итоге, либералы объединили силы с лейбористами, чтобы провалить тронную речь Болдуина, что привело к падению его кабинета в январе 1924 года и позволило лейбористам сформировать своё первое правительство. 22 января 1924 года Рамси Макдональд вступил в должность премьер-министра, став первым на этом посту лейбористом и первым выходцем из рабочего класса, а также одним из очень немногих британских премьеров без университетского образования.
Впрочем, правление лейбористов оказалось недолгим, чуть больше девяти месяцев, с января по ноябрь 1924 года. В конечном итоге первое лейбористское правительство было свергнуто благодаря страху перед предполагаемой коммунистической угрозой. Коммунист Джон Росс Кэмпбелл, секретарь Британского бюро Красного интернационала профсоюзов, за публикацию статьи, в которой призывал солдат не стрелять в «своих товарищей-рабочих», а обратить оружие против угнетателей, был обвинён в подстрекательстве к мятежу. Когда лейбористы под давлением рабочего движения Макдональд отменил решение о преследовании, многие восприняли это как коммунистическое влияние на руководство. Лидер либералов Г. Г. Асквит призвал назначить следственный комитет, поскольку это позволило бы лейбористам пережить скандал, но Макдональд заявил, что если депутаты проголосуют за расследование, то правительство уйдёт в отставку. В результате подавляющим большинством голосов Палата общин высказалась за расследование, после чего Макдональд объявил об отставке кабинета. Парламент был распущен 9 октября и уже 29 октября состоялись новые выборы.

### Комментарии
1. 1 2  Приведённые здесь и ниже данные голосования за Консервативную партию включают ольстерских юнионистов.
2. 1 2 3  Перед выборами либералы Асквита и национал-либералы Ллойд Джорджа объединились. Результаты Либеральной партии на выборах 1923 года сравниваются с совокупным итогом обеих фракций на выборах 1922 года.
3. ↑  Единственный депутат избран от Университета Уэльса.
4. ↑  Явка избирателей с учётом только округов, в которых проводилось голосование (19 621 367 избирателей). Безальтернативные выборы состоялись в 50 округах, в которых проживало 1 661 694 избирателя и в которых были избраны 35 консерватора, 11 либералов, 3 лейбориста и 1 депутат от ирландских националистов. См. UK Election Results и Election Statistics: UK 1918-2007.
5. ↑  Один из бургов, Данди, в парламенте представляли два депутата.
6. ↑  В таблице указаны результаты только территориальных округов.
7. ↑  Голоса в избирательных округах, использующих систему блочного голосования, учитываются как 0,5, поскольку каждый избиратель в этом округе имел один голос на одно место.